# Інтермітний вплив токсинів
Інтермі́тний впли́в токси́нів — переміжний або переривчастий, позначає дію концентрацій шкідливої речовини, що коливаються в часі. На виробництві, як правило, не буває постійних концентрацій шкідливих речовин в повітрі робочої зони протягом усього робочого дня. Концентрації або поступово збільшуються, знижуючись за обідню перерву і знову збільшуючись до кінця робочого дня, або змінюються в залежності від ходу технологічних процесів. З фізіології відомо, що максимальний ефект спостерігається на початку та в кінці впливу подразника.
Перехід від одного стану до іншого вимагає пристосування, а тому часті і різкі коливання подразника ведуть до більш сильному впливу його на організм. Наприклад, переривчаста затравка парами хлороформу викликає більш істотні зрушення безумовного рухового рефлексу, ніж вдихання повітря з постійною концентрацією цієї отрути. Етанол не виявляє чітких відмінностей при двох режимах впливу.
Головну роль при інтермітуючій дії отрут відіграє сам факт коливань концентрацій в крові, а не накопичення речовин. В остаточному підсумку коливання інтенсивності хімічного фактора як на високому, так і на низькому рівні впливу ведуть до порушення процесів адаптації.

## Ресурси Інтернету
- Дедю И. И. Экологический энциклопедический словарь. — Кишинев, 1989 [Архівовано 24 жовтня 2016 у Wayback Machine.]
- Комбинированое (комплексное) действие ядов [Архівовано 19 січня 2014 у Wayback Machine.]